# Войтяховские
Войтяховские — русский дворянский род.
Родоначальник их, Александр Войтяховский, витебский шляхтич, в 1655 году принял русское подданство и вступил в русскую службу. Сын его, Лука, пожалован в 1662 году поместьями в Бельском уезде Смоленской губернии. Правнук Луки, Ефим Димитриевич Войтяховский, артиллерии штык-юнкер, преподаватель математических наук, автор учебников 1812—1822 годов.

Московские учёные — профессор Московского университета Аничков и артиллерии штык-юнкер Ефим Войтяховский — составили и многократно переиздали учебники по всем предметам элементарной математики: первый начиная с 1764 г. и второй — с 1787 г.;— Россия/Русская наука/Математика // Энциклопедический словарь Брокгауза и Ефрона : в 86 т. (82 т. и 4 доп.). — СПб., 1890—1907.
Александр Егорович Войтяховский (?—24.06.1868) был генерал-майором русской императорской армии.
Род Войтяховских внесен в VI часть родословной книги Московской губернии.

## Описание герба
Щит разделён перпендикулярно на два поля голубое и красное, в них изображены две золотых шестиугольных Звезды и под ними: в правой части положены крестообразно серебряная Сабля, обращённая остриём вниз и золотая Стрела, летящая вверх. В левой части видна серебряная Крепость, поставленная на берегу Реки горизонтально протекающей, чрез которую означен серебряный Мост.
На щите дворянский коронованный шлем. Нашлемник: два черных орлиных Крыла. Намёт на щите красный и голубой, подложенный золотом и серебром. Герб рода Войтяховских внесён в Часть 3 Общего гербовника дворянских родов Всероссийской империи, стр. 94. Дата обращения: 7 декабря 2012. Архивировано 17 января 2013 года.